# International Islamic Relief Organization
Die International Islamic Relief Organization, oder International Islamic Relief Organization of Saudi Arabia, IIRO und IIROSA (arabisch هيئة الإغاثة الإسلامية العالمية, DMG Haiʾat al-iġāṯa al-Islāmiyya al-ʿālamiyya), ist eine in Saudi-Arabien beheimatete Wohltätigkeitsorganisation.
Sie ist die Hilfsorganisation der Islamischen Weltliga. 
Die Vereinten Nationen, die USA, die Philippinen, Indonesien und Kroatien verdächtigen die IIRO, mehr Politik als humanitäre Hilfe zu betreiben und sogar den islamistischen Terrorismus zu unterstützen.

## Geschichte
Die IIRO wurde am 29. Januar 1979 durch ein königliches saudisches Dekret gegründet.
Farid Yasin al-Qurashi war der Gründervater und bis 1993 Direktor des IIRO.
Die IIRO ist Mitglied der Islamischen Weltliga. 

## Verbindungen zum Terrorismus
Mohammad Jamal Khalifa ist der Schwager von Osama bin Laden und war seit 1991 Direktor des IIRO in Manila. 1994 wurde er von den philippinischen Behörden des Landes verwiesen, da die IIRO im Verdacht stand, finanzielle Verbindungen zwischen al-Qaida, der Abu-Sajaf-Gruppe und der Islamischen Befreiungsfront der Moros herzustellen.
Während des Bosnienkrieges und des Kosovokrieges war die IIRO an der Finanzierung der muslimischen Kämpfer beteiligt.
Der französische Auslandsnachrichtendienst verzeichnete eine Zahlung von 4,5 Millionen Dollar an Osama bin Laden. Gemäß dem Verein Réseau Voltaire ist dieser auch der geistige Führer des IIRO.
Der amerikanische Ableger des IIRO wurde 2002 aufgrund des Verdachts der Finanzierung von Al-Qaida geschlossen.
Am 22. September 2005 reichten Opfer der Anschläge des 11. Septembers 2001 Anklage gegen die IIRO vor einem US-amerikanischen Bundesgericht ein.
Seit dem 3. August 2006 bezeichnet die Nationale Kommission betreffend terroristischer Angriffe gegen die USA, die IIRO als eine radikalislamische Finanzorganisation. 
Eine Resolution des Sicherheitsrats der Vereinten Nationen von 2006 bezeichnet die Ableger des IIRO auf den Philippinen und in Indonesien als Unterstützungsorganisationen von al-Qaida. 
Mehrere ehemalige Mitarbeiter werden verdächtigt, im Zusammenhang mit terroristischen Aktivitäten zu stehen:
- Die Tätigkeiten des IIRO in Peshawar wurden geleitet von Talaat Fouad Abdul Qasim, einem Mitglied der al-Dschamāʿa al-islāmiyya, der in Abwesenheit in seinem Heimatland zum Tode verurteilt wurde, im September 1995 in Kroatien von den USA gefangen genommen wurde und 1998 in Kairo hingerichtet wurde.[2]
- Sayed Abu Nasir aus Bangladesch, der für das IIRO bis 1992 gearbeitet hatte, wurde im Januar 1999 in Indien verhaftet. Er war dabei Attentate auf 3 amerikanische Konsulate durchzuführen.[3]
- Der Ägypter Mahmoud Jaballah wurde 2001 in Kanada verhaftet[4].
- Der Saudi Fayez Banihammad befand sich an Bord des United-Airlines-Fluges 175.
- Der Algerier Mustafa Ahmed Hamlily wurde am 25. Mai 2002 von der pakistanischen Polizei verhaftet[5].

## Namen
Andere Übersetzungen sind Organisation internationale islamique de secours, International Islamic Relief Agency, International Islamic Relief Organization, International Relief Organization, Islamic Relief Organization, Islamic World Relief, International Islamic Aid Organization, Islamic Salvation Committee, The Human Relief Committee of the Muslim World League, World Islamic Relief Organization.
Die IIRO ist nicht zu verwechseln mit der Hilfsorganisation Islamic Relief Worldwide.